# アタリショック

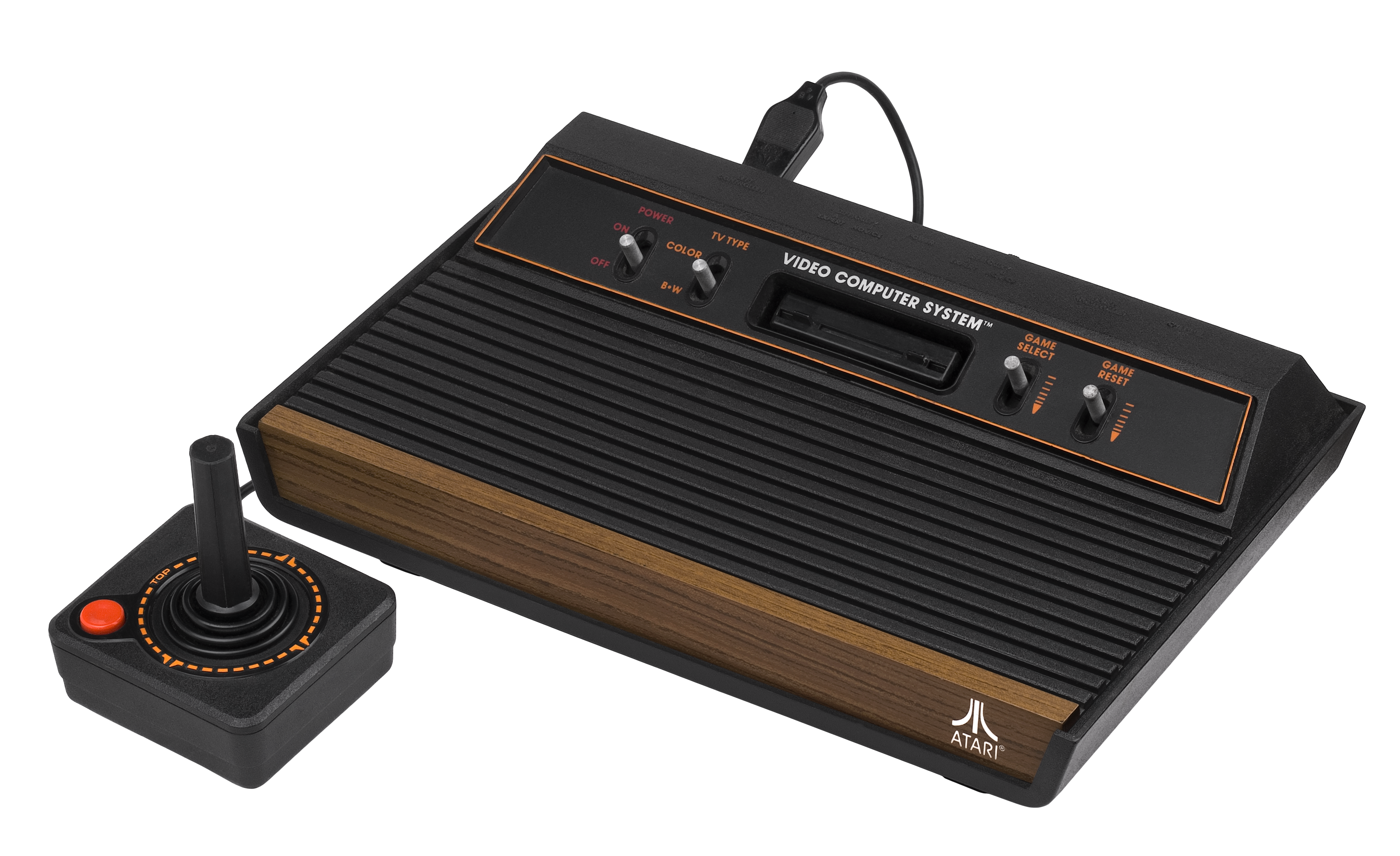
Atari VCS（1977年）。北米の家庭用ゲーム市場を勃興させ、そして崩壊させた。

アタリショック（英語: Video game crash of 1983）とは、アメリカ合衆国における1982年の年末商戦を発端とする、北米ビデオゲーム産業の市場崩壊である。これはアタリを含む各社が発売したゲーム機によって遊ぶことができる、低品質のゲームの供給過多などを要因として引き起こされ、1985年10月に任天堂からNintendo Entertainment System（NES）が発売されるまで続いた。

## 概要

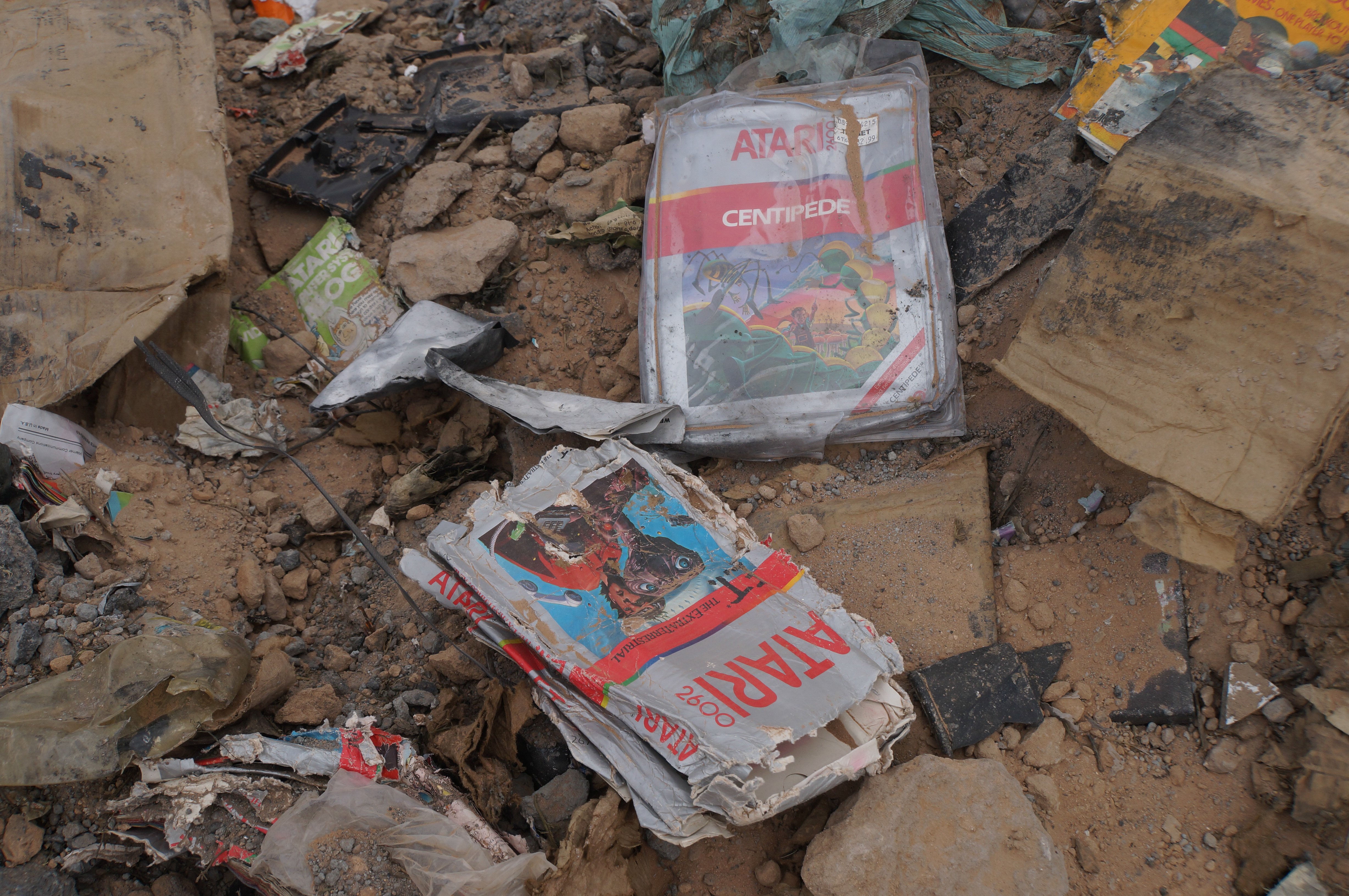
「ビデオゲームの墓場」から発掘された『E.T.』（2014年）。

北米における家庭用ゲームの売上高は、1982年の時点で約32億ドル（同年末の日本円で約7520億円）に達していたが、1985年には1億ドル（同年末の日本円で約200億円）にまで減少した。北米の家庭用ゲーム市場は崩壊し、ゲーム機やホビーパソコンを販売していた大手メーカーのいくつかが破産に追い込まれた。ゲーム市場最大手であったアタリ社も崩壊、分割された。
その背景について、1983年に当時の任天堂社長山内博は講演会で「新型ゲーム機の出現によるAtari 2600の陳腐化、アーケード・ゲームの劣化移植、サード・パーティーが大量に駄作を投入したことから、消費者がゲーム機に失望、新しいカートリッジを買う意欲を失ったため」と語っている。また、1984年にはファミコンのサードパーティーに対して、米国ゲーム市場の教訓から「粗悪なソフトが氾濫しないように任天堂の承認を受けたものだけを作るように注文している 」と経済誌のインタビューに答えている。
また、山内は1986年にも海外紙において、「サードパーティーによる低品質ゲームソフト（俗に言う「クソゲー」）の乱発がアタリの市場崩壊を招いた」という趣旨でその原因に対する自身の認識を述べている。これは後世まで業界の共通認識となっており、2010年当時の任天堂社長である岩田聡は、「粗悪なソフトが粗製濫造されたことで、お客さんからの信頼を失ってしまった」と定義している。ここから転じて、ハードやジャンルに関わらずゲームソフトの供給過剰や粗製濫造により、ユーザーがゲームに対する興味を急速に失い、市場需要および市場規模が急激に縮退する現象を「アタリショックの再来」または単に「アタリショック」と呼ぶこともある。
日本では1996年にNHKで放送された『新・電子立国』で取り上げられて広く知られるようになった。ただし、番組で述べられたように1982年のクリスマス商戦でいきなり市場が崩壊したわけではなく、以下に示すように1982年から1985年にかけて複雑な経過をたどった。

また、アタリショック後に売れ残った大量の不良在庫を埋葬したとされる「ビデオゲームの墓場」が存在するという都市伝説があったが、これは2014年に真実であったことが証明された。

## 事象
1977年にアメリカでアタリ社から発売されたテレビゲーム機「Atari 2600（発売当初はVideo Computer Systemと呼ばれた。以下、一般略称のVCSと表記）」は、それまでゲーム機のハードウェア本体に内蔵されていたゲームソフトのプログラムROMを、カートリッジに収めて外部から供給できるようにしたことで人気を博した。しかし、同ゲーム機のブームは、発売開始から5年ほどで終わる。
以下に、VCSとその関連商品の市場が辿った状況を、順を追って示す。

### VCSの成功

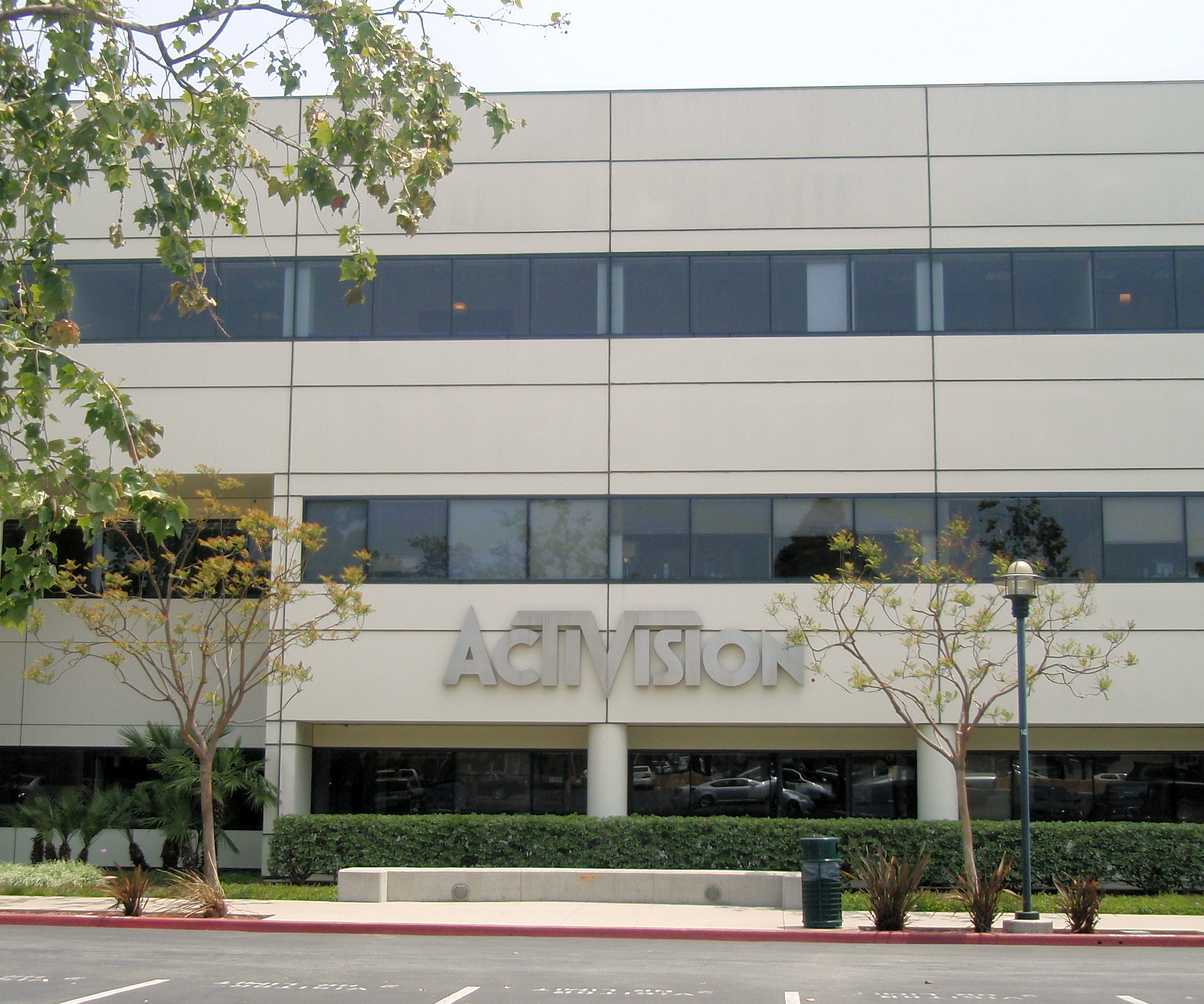
初のサードパーティとしてActivision設立（1979年）。名作も多い。

アタリ社は、外部からソフトウェアを入れ替えられるAtari VCSを1977年に発売。当初はさっぱり売れなかったが、1980年よりキラーソフトとして、『スペースインベーダー』、『パックマン』、『バトルゾーン』などの人気ゲームが、アーケードゲームから数多く移植され、人気に火が付いた。
アタリ社の上層部と対立して独立したゲーム製作者たちが興したアクティビジョン社が1979年に設立され、家庭用ゲーム史上初のサードパーティとしてVCS用のソフトをリリースした。アタリは当初サードパーティを認めず、アクティビジョンに対して販売差し止めの裁判を起こしたが、ロイヤリティを支払うことで1982年に和解。サードパーティ製ソフトの制作が合法であると認められ、それをきっかけに多数のサードパーティーメーカーが参入した。
これにより売り上げはさらに急加速、アタリに対してロイヤリティさえ払えば基本的に何処の誰でも・自由に・アタリ社に関係なく、同機で動作するソフトウェアを開発し、販売する事が可能になった。このため、市場には様々なゲームソフトが流通し、様々なゲームメーカーが勃興、多くの人に楽しまれるゲームソフトを発売していったのである。それらゲームソフトを動作させるためのゲーム機本体の出荷台数は最終的に1400万台を超えた。
当時VCSをはじめ、各ハードのプログラム仕様などは公開されていなかったが、各サードパーティはファーストパーティから開発者を引き抜いたり、リバースエンジニアリングなどをしてゲームを開発していた。アタリ自身も競合ゲーム機であるマテル・インテレビジョンの開発者を引き抜いて雇用していたほどである（そのためマテルから産業スパイの疑いで訴えられた）。

### 粗製濫造の影

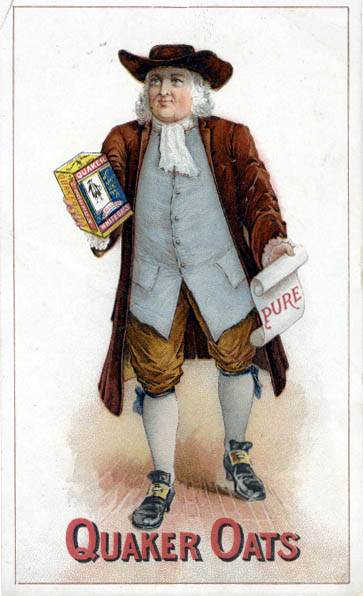
北米ではラリーおじさんのパッケージでお馴染みのシリアル食品メーカー、クエーカーオーツがVCSに参入（1982年）。

しかし1982年頃より、家庭用ゲーム市場の急激な拡大に釣られて、ゲームを作ったこともない他業種のメーカーがVCSのサードパーティとして参入した。それらのメーカーの雇った開発者は、アタリやアクティビジョンなどの開発者とは違ってまともにゲームを作る能力がないことから、非常に質の低いソフトまでもが市場に溢れ返った。極端な例として、VCSに参入したクエーカーオーツ（朝食シリアルのメーカー）やピュリナ（ペットフードのメーカー）などが知られる。それらのメーカーは低品質ゲームソフトに大きな宣伝を打ち、家庭用ゲーム市場全体の信用を損なわせた。
この当時、アタリ社は発売されているゲームの内容は一切把握していなかった。また、ユーザーサイドに立ったゲームレビュー雑誌も台頭しておらず、基本的にユーザーは玩具店の店頭で、ゲームソフトのパッケージから、中身の質を推察するしかなかった。
こうして、ユーザーは「買って自宅のVCSに挿し込むまで、本当に面白いかどうか判らない」ような状況にまでなり、ユーザーの購買意欲減退を招いた。
この一方で、ゲームを製造・販売していた弱小の製作会社が勃興と衰退を繰り返し、その激しい新陳代謝の中で「開発企業の倒産」・「在庫の捨て値処分」・「市場にそれらが流れて、ゲームソフト定価ラインを崩壊させる」といった現象を多発させる事となった。つまり、倒産流れのソフトが安価に販売されている隣にあって、新作ソフトの販売価格はいかにも高価に映り、ユーザーの買い控えを招いたのである。
それに加えて、アタリ社が発売したビッグタイトルにも大きな失敗作があった。たとえばアーケードの大人気タイトル『パックマン』のVCS移植版は良い出来ではなく、映画『E.T.』を題材としたゲームは非常に評判が悪かった。1982年に発売されたこれらのビッグタイトルはそれなりの売り上げがあったものの、極端な生産過剰であったため、アタリ社にとって大きな損失になっただけでなく、ユーザーの信用を失う結果にもなった。
生産過剰の背景には、1981年10月当時、売上の増大に生産が追いつかないことを問題視していたアタリが、各販売代理店に対し翌年分の一括発注を求めたことがある。代理店は在庫切れを避けるために大量の水増し発注を行い、アタリはそれを鵜呑みにして需要予測を誤ったまま生産を行った。そしていざ1982年になると発注の多くがキャンセルされてしまい、大量の売れ残りを抱える羽目になったのである。
なお、後にアタリショック最大の要因にしてクソゲーの象徴ともされることになる『E.T.』は、アタリショック後の1983年9月に14台のトラックに満載されてニューメキシコ州アラモゴルド市の砂漠に埋められた（ビデオゲームの墓場）、と当時ニューヨーク・タイムズで報道されている。この「ビデオゲームの墓場」はアタリショックとクソゲーの象徴として半ば都市伝説化して後世に語られていたが、2014年4月に当該の地域で「発掘調査」が行われ、実際に『E.T.』が発掘されたことにより実在したことが確認された（詳細については当該項目の記載を参照）。

### 市場飽和・供給過剰

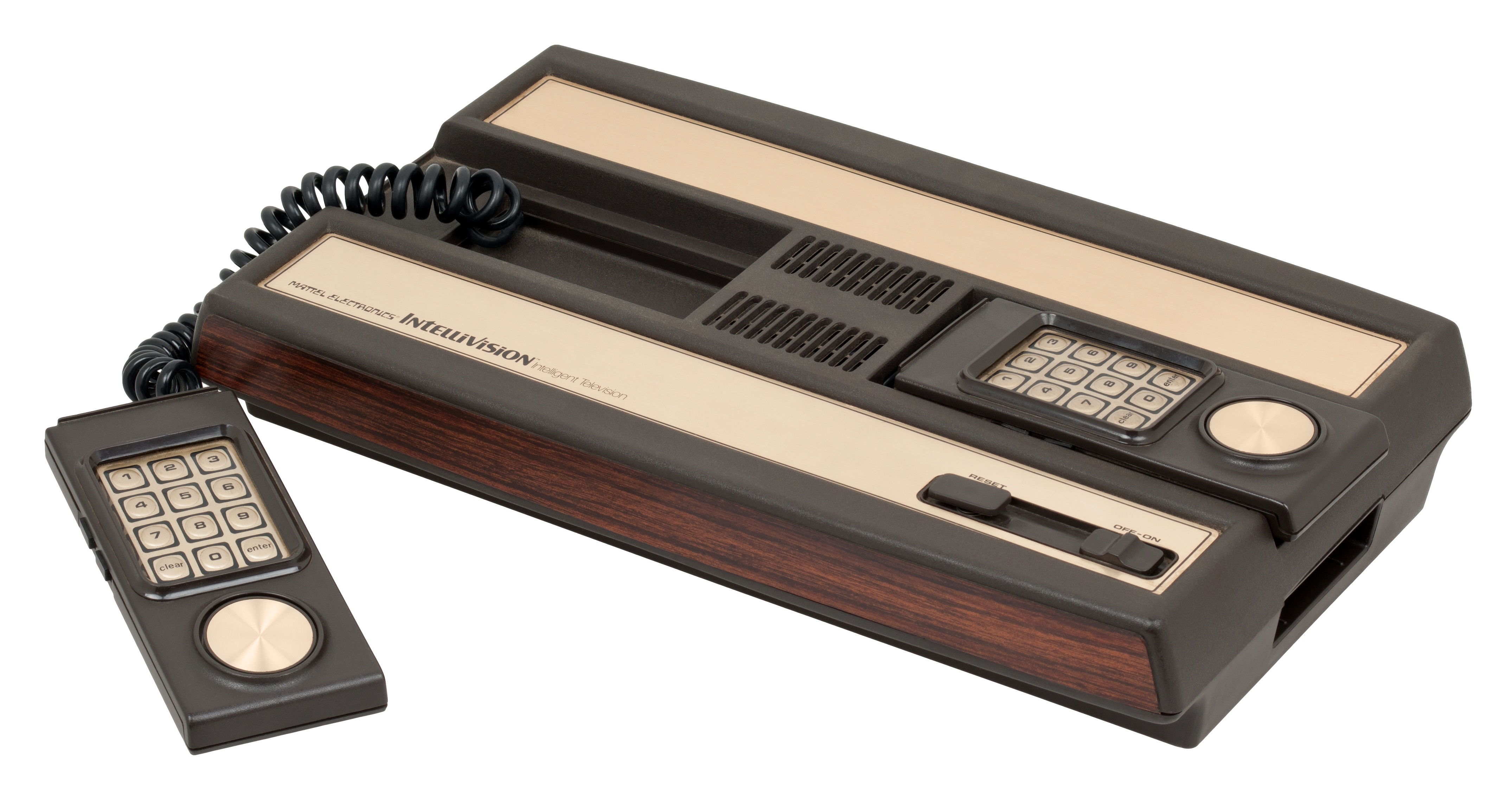
マテル・インテレビジョン（1980年）。他にも多数のゲーム機が存在した。

1983年当時、市場にはAtari 2600（VCS）の他にも、Atari 5200、バリー・マニュファクチャリングのバリー・アストロケード、コレコのコレコビジョン、コレコジェミニ、エマーソンのアルカディア2001、フェアチャイルドセミコンダクターのフェアチャイルド・チャンネルF、マグナボックスのオデッセイ2、マテルのインテレビジョン、ミルトン・ブラッドリーのVectrexなどのゲーム機が存在しており、さらにOdyssey3やAtari 7800と言った次世代機も発表されていた。各ゲーム機はそれぞれが豊富なゲームソフトのライブラリとサードパーティを抱えていたが、ソフトのラインナップを埋め合わせるために粗製の低品質ゲームソフトが乱発され、供給過剰の状態であった。
Atari VCSに限って言うと、発売から6年目に入ったVCSは既に旧世代機になりつつあるとともに、北米で普及しきっており、ハード的にはこれ以上シェアを伸ばすのは難しかった。既に市場は飽和しており、北米市場の限られたパイを各ハードで奪い合う状態となっていた。

### 低価格パソコンとの競争

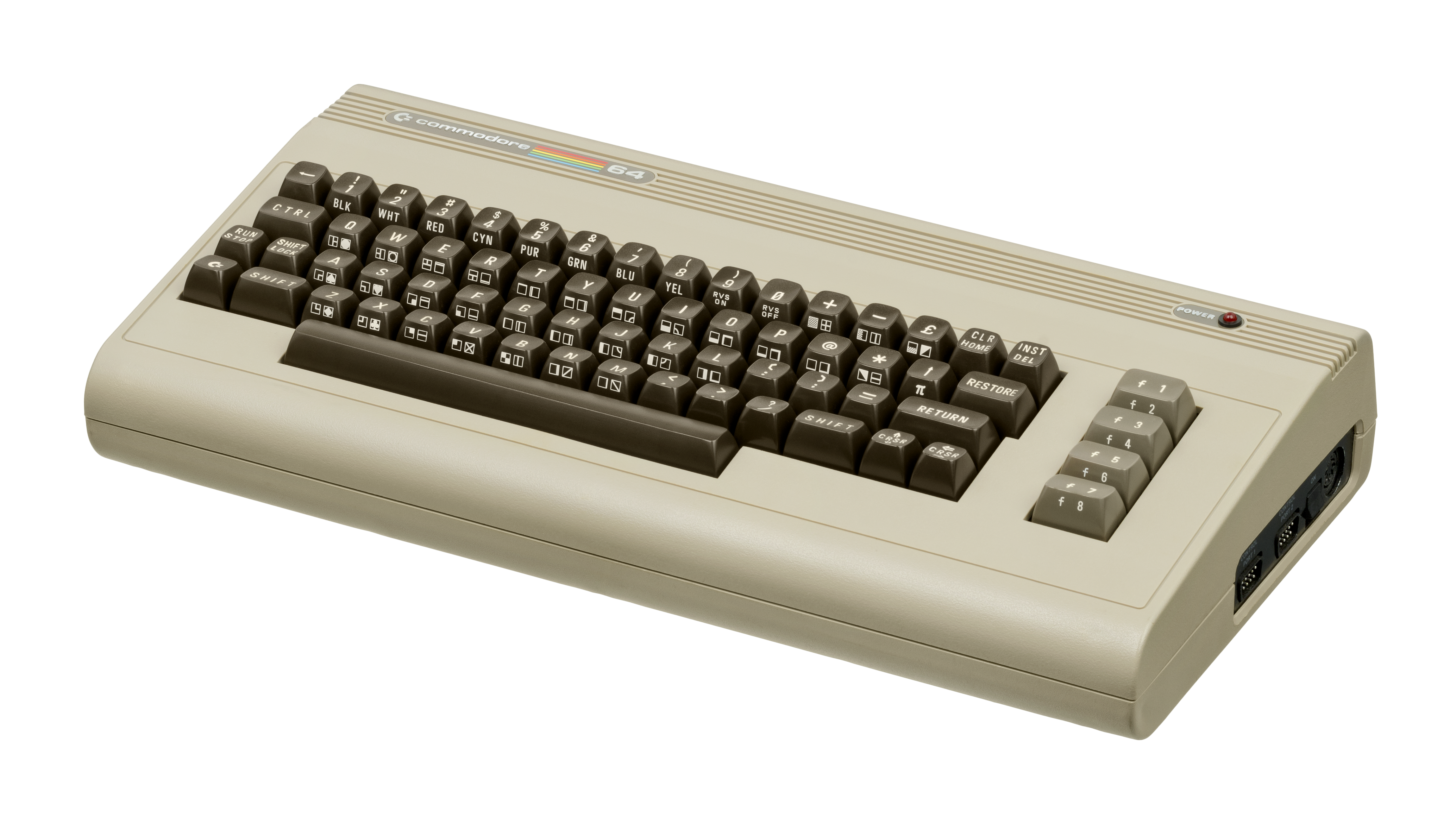
コモドール64（1982年）。ホビーパソコンのマーケティング戦略は、ゲーム機のイメージを損なわせた。

1970年代後半までは、パソコンは主にパソコン専門店において1,000米ドル程度の価格で流通していた。これは2007年時点においては、約2,500米ドルに相当する。しかし1970年代終盤〜1980年代初頭には、カラーグラフィックス機能を持ち、サウンド機能も強化された、テレビに接続するタイプのパソコンが登場。このようなパソコンはホームコンピュータと呼ばれ、Atari 400・Atari 800（1979年）が初の製品であったが、すぐに各社から競合機種が登場し、販売競争が始まった。激しい価格競争により低価格化が進み、1982年10月の段階での市場小売価格は、VIC-20が259.95米ドル（当時の日本円で約7万2千円）、コモドール64が595.00米ドル（約16万5千円）、Atari 400・Atari 800がそれぞれ167.95米ドル（約4万7千円）と649.95米ドル（約18万円）、TI-99/4Aが199.95米ドル（約5万5千円）であった。
これらのホームコンピュータは、VCSよりも多くのメモリを搭載し、グラフィックやサウンド機能でもVCSを凌駕していたため、VCSより高度なゲームが実現できた。加えて、ワープロや会計処理といった、ゲーム以外の用途にも使用可能であった。また、これらのパソコンの多くは、ROMカートリッジによるソフトウェア流通を広く用いていたものの、フロッピーディスクやカセットテープのゲームも流通され、これらのゲームはROMカートリッジのゲームに比べてずっと容易にコピーできた。
ホームコンピュータを販売した各社の中でも、コモドール社はゲームユーザーを狙ったマーケッティング戦略を採り、広告において、コモドール64の購入の際に、他のホームコンピュータやゲーム機の下取りを行なうことや、大学進学を目指す子供はゲーム機よりホームコンピュータを購入すべき、と謳った。アタリ社やマテル社の調査では、この広告戦略により、両社の家庭用ゲーム機のイメージや販売に大きなダメージがあったことが確認されている（※下取り戦略は1983年になってからである点には注意）。
また、コモドール社は、他のホームコンピュータ・メーカーとは異なり、ホームコンピュータを、ディスカウント・ストアやデパート、玩具店など、家庭用ゲーム機と同様の流通ルートで販売した。モステクノロジー社という半導体企業を傘下に収め、MOS 6502 CPUを始めとする同社製半導体を数多くコモドール社製ホームコンピュータに採用するという垂直統合戦略により、大胆な低価格化が実現できていた。

### 市場崩壊

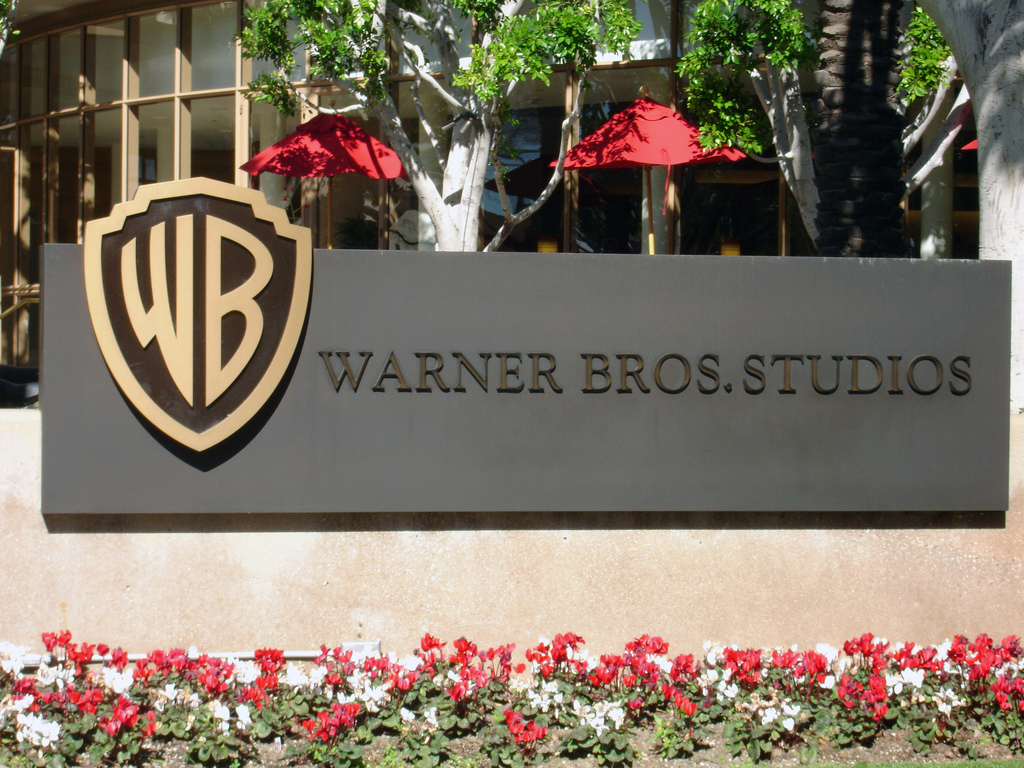
アタリの市場崩壊が親会社のワーナーをも直撃（1982年）。経営が悪化したアタリは1984年に分割・売却される。

こうして迎えた1982年のクリスマス商戦では、かつてないほどの莫大な数のゲーム・ゲーム機が販売されることとなり、流通・販売側も強気な在庫確保に奔走した。業界では1982年度のゲーム業界の市場規模は38億ドルに達するとの市場予測で、極めて楽観的であった。しかし現実は前述のような状態で、北米ゲーム市場を握っていたアタリは自社の極めて楽観的な業績予測を満たせる見込みが12月の時点でなくなったため、12月8日、アタリは1982年度の第4半期の業績予測を下方修正。これは投資家に衝撃を与え、当時のアタリ社の親会社であるワーナー・コミュニケーションズまで巻き込み、12月8日から翌12月9日にかけて、株価の大幅下落を誘発している。マテル・コレコなどの競合他社、コモドールなどのホビーパソコンメーカー、小売りのトイザらスなどの関連銘柄も煽りを食って軒並み株価を下げた。
一方、供給過剰の状態であった小売店では、店頭に並べられなくなったゲームを販売元に返品しようとしたが、経営の苦しい販売元にはその対価として小売店に返金するキャッシュがなかった。1982年のクリスマス商戦が終わった直後に、後に『スペランカー』を制作するティム・マーティンが在籍したGames by Apollo社や、クエーカーオーツ傘下として低品質ソフトウェアを乱発したUS Games社を含む、複数の中小メーカーが倒産。
この1982年のクリスマスがアタリショックの発端とされている。ただし1982年度の市場規模は30億ドルを超えるなど市場は依然大きく、この時点ではまだ市場崩壊と言える状態ではなかった。
1983年、全米の小売店の多くは不良在庫のゲームソフトを大量に抱えていた。倒産した弱小メーカーのソフトはメーカーに返品することができなかったため、小売店は在庫処分価格でこれらのソフトを販売した。在庫処分ではない正規のソフトの価格もそれにつられて下げざるを得なくなり、アタリも値下げに追随。業界は値下げラッシュに入った。それまで大体30ドル（約7千円）だったソフトの販売価格は一気に5ドル（約1,200円）にまで下がり、2ドル（約480円）で販売されるゲームすら登場した。
1983年に入っても市場は依然活発で、発売タイトルも販売本数もかなり多かったが、1983年6月までには正規価格のソフト市場は大幅に縮小しており、ユーザーは在庫処分価格のソフトを主に買い求めるようになっていた。ゲームが低価格化したことは当初はユーザーに歓迎されたようだが、やがて買ったソフトがどれも低品質という現実に直面する。そして、低品質なこれらのソフトにうんざりしたユーザーの多くは、高価だがクオリティの高いソフトを見直すこともなく、ゲームそのものを止めてしまった。
販売価格が下がったうえにゲームの売り上げが一気に落ち、各ゲームメーカーの経営は一気に悪化したが、特にアタリを直撃した。アタリの経営は1983年の第2四半期には極端に悪化していた。赤字の止まらないアタリのコンシューマ部門は1984年に分割、売却された。買収したのはアタリを崩壊させた一因であるコモドールの創業者、ジャック・トラミエルである。
さらに、影響はアタリ社以外のゲーム関連企業にも広く及び、アタリ社のゲーム機に競合するゲーム機を製造していたマグナボックス社及びコレコ社は、本業がゲームではないこともあり、市場崩壊に巻き込まれるのを恐れてゲーム事業から撤退した。また、大手ゲームソフトメーカーであるImagic社は、新規株式公開を断念せざるを得ず、この何年か後には倒産に追い込まれた。最大手のゲームソフトメーカーであったアクティビジョン社は、パソコンゲーム市場での成功などにより生き残ることに成功したものの、VCSに参入していたほとんどの中小ゲームソフトメーカーは倒産してしまった。
「ゲーム機の時代は終わった」と考えた北米の小売業者も、ゲーム機の取り扱いをやめてしまった。そしてこの後、後述のアメリカ版ファミリーコンピュータ“NES”が発売されるまで、アメリカの家庭用ゲーム機市場は最悪の氷河期を迎える。
一方、アタリショックによって倒産したゲームメーカーの開発者がホビーパソコン用ゲーム市場に参入。北米でNESがブームとなる1988年ごろまで北米ホビーパソコン用ゲーム市場は隆盛を迎える事となった。

### NESによる復興

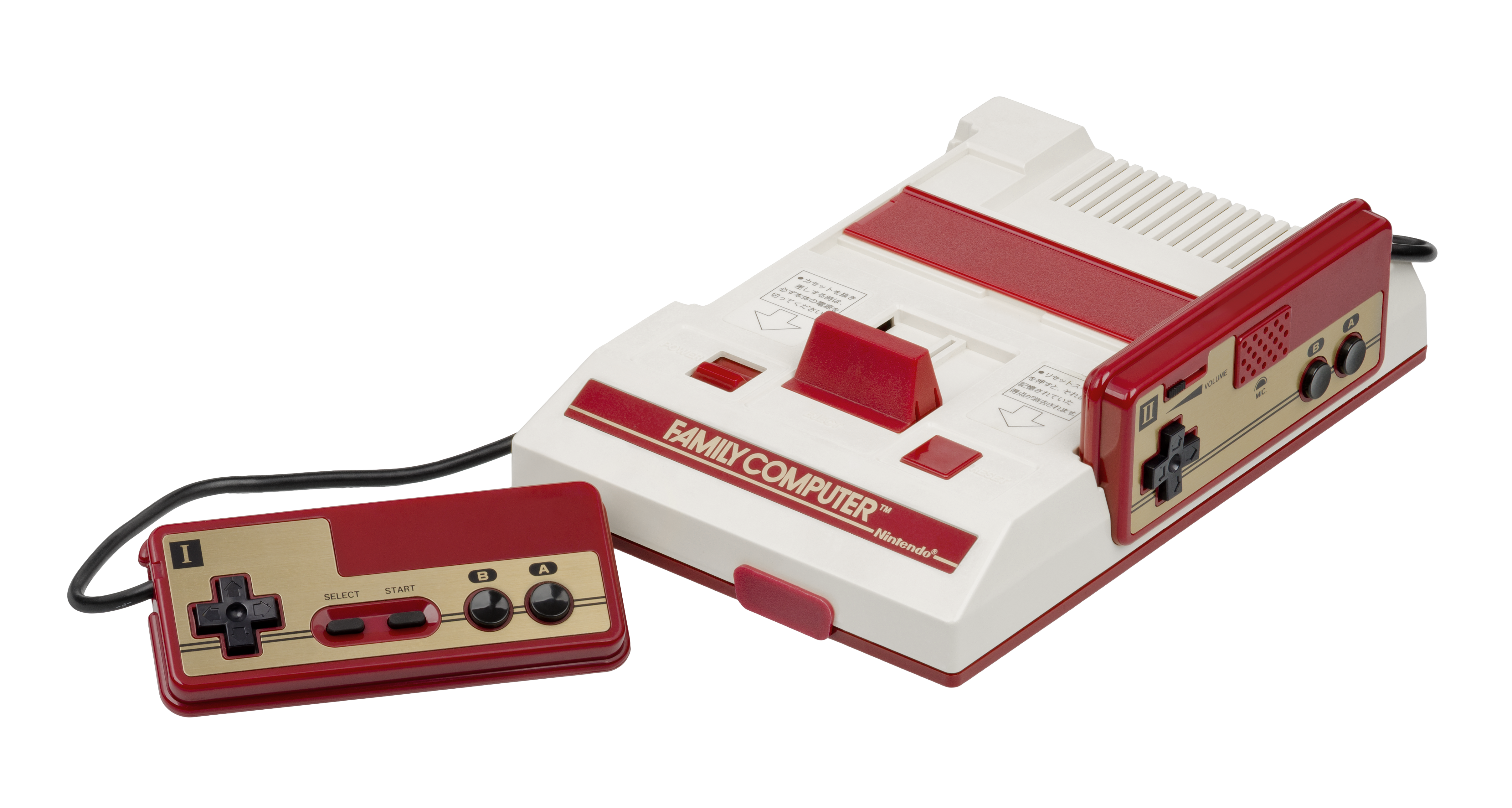
アタリショックと同時期に日本で流行していたファミコン（1983年）。

アタリショックと同じころ、日本の家庭用ゲーム機の分野において任天堂のファミリーコンピュータが成功を収め、ソフトメーカーからの注目を集めていた一方、任天堂ではアタリショックの再来を懸念する声があった。

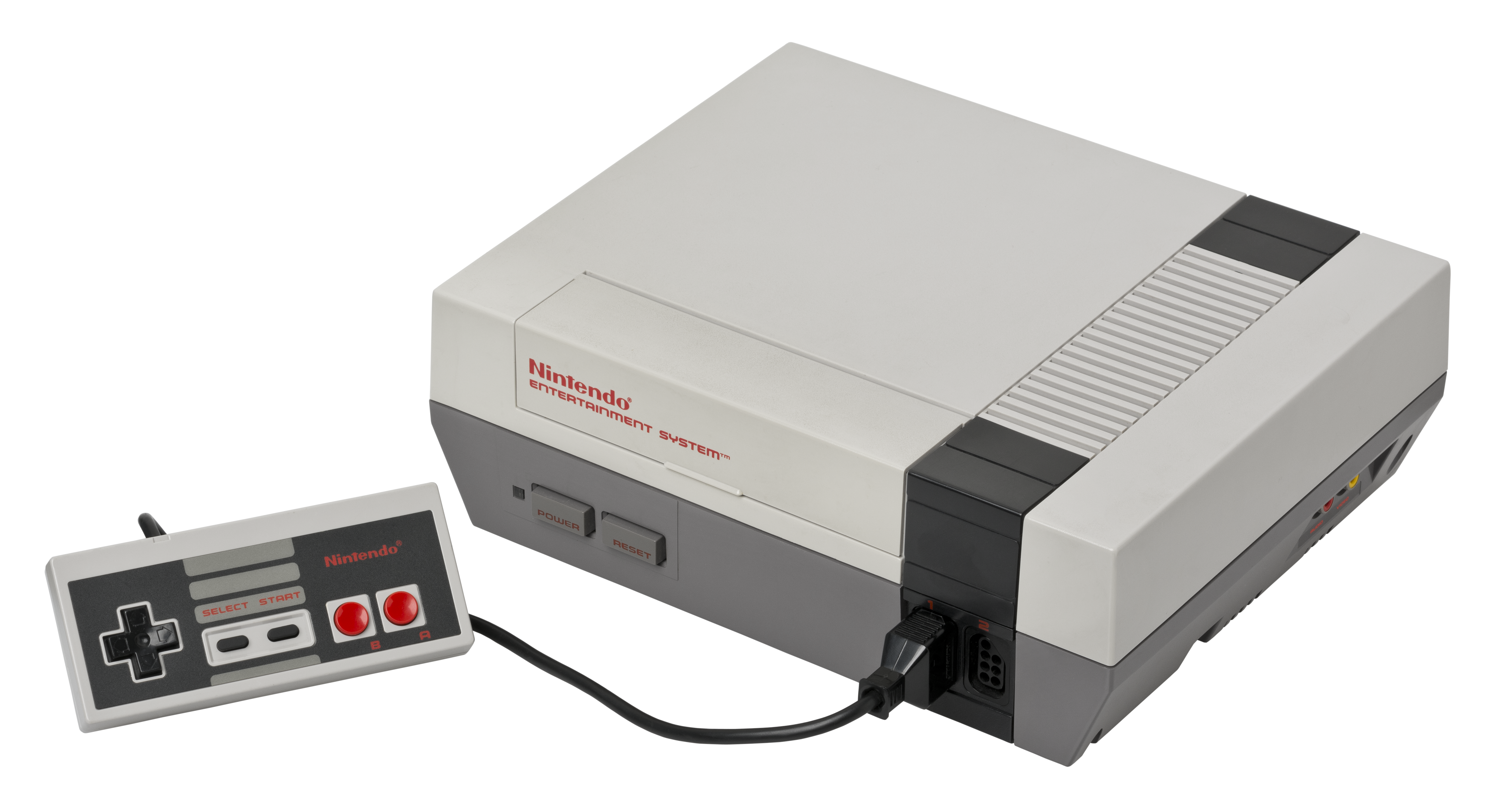
任天堂・NESが北米家庭用ゲーム市場を復興した（1985年）。

1985年の北米版ファミコンであるNintendo Entertainment System（NES）の発売に当たっては、ゲーム機に抵抗感を持つ小売業者の説得が最大の障壁となった。日本におけるファミコンの販売台数は1984年の時点で44万台と人気はそれほどでもなく、日本でもこれからはMSXのようなホビーパソコンの時代が来るとの憶測が広がっており、ましてやホビーパソコンの販売競争がピークを迎えていたさなかの北米の小売りからは全く相手にされなかった。北米小売り大手のトイザらスの担当者が「任天堂VS.システム」を気に入ってくれていたため、NESの北米発売までこぎつけたものの、ゲームだけでなく「BASICが使える」などの付加価値をアピールせざるを得なかった。console（ゲーム機）ではなくEntertainment System（エンターテイメントシステム）と命名されたのもそれが理由であり、小売業者の求めに応じてR.O.B.（ファミコンロボット）までバンドルして「ゲーム機ではない」ことを納得させたという。
また、任天堂はアタリショック再来への懸念からNES用ソフトのカートリッジにコピーガードを搭載するなど、厳格なロット管理システムを導入した。他方、任天堂ではサードパーティによるカセット製造を条件付きで許可していたが、とあるソフトの回収騒ぎを経て、1986年にライセンス制度が設立された。
1985年にはファミコン（NES）のキラーソフトとして『スーパーマリオブラザーズ』が発売され、人気に火が付いた。当初は日本製ゲームが主だったNESも、1987年頃より北米サードパーティが続々と参入し、北米家庭用ゲーム市場は1988年に23億ドル（同年末の日本円で約2875億円）、1989年に50億ドル（同年末の日本円で約7150億円）にまで達し、ようやくアタリショックからの復興が成し遂げられた。
サードパーティが1年間にリリースできるソフトの数を制限したことにより、結果としてはNESでは低品質ソフトウェアによる市場崩壊は起こらなかった。一方、海賊版ゲームソフトは、1980年代後半から1990年代にかけて東南アジアや南米で大きな問題となったが、日本やアメリカでは1980年代には著作権法が整備されていたこともあり海賊版業者自体が少なく、プロテクトチップが搭載されていない日本版ファミコンや北米版アタリVCSでも懸念されたほどの被害はなかった。
ここまでが、今日言われている「アタリショック=Video game crash of 1983」の概要である。この名称は「ニクソン・ショック」をもじったものである。ただし、アタリショックの評価については「神話」が含まれていることを、ファミコンの設計者である上村雅之が指摘している。

### その後

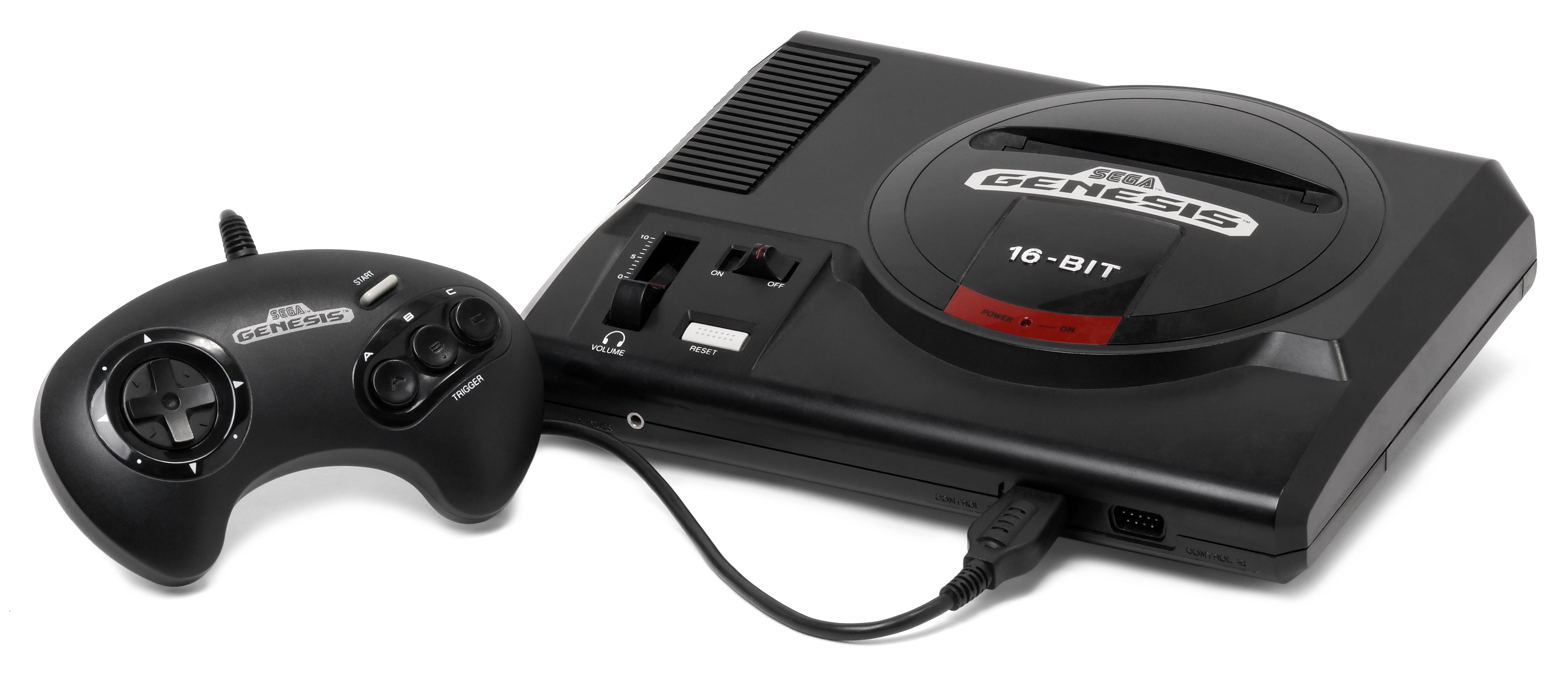
NESの獲得した市場は5年でSega Genesisに奪われた（1990年）。そのセガも5年でソニーに市場を奪われた

NESにおいて低品質ゲームソフトの氾濫＝アタリショックの再来を防ぐためとの名目で任天堂の取った強権的なサードパーティ管理方式は、一時的には成功したと考えられ、SNESやNINTENDO 64など、その後に任天堂が発売した全てのゲーム機でおおむね踏襲されている。しかし、その強権的な姿勢がエレクトロニック・アーツやテンゲンといった大手サードパーティとの確執を生み（特にテンゲンとは親会社のアタリをも巻き込んで裁判沙汰となった）、1990年にはこれらのメーカーの支持を受けたセガ・GenesisがNESやSNESに代わって北米市場シェアを握る結果となり、その後もソニー・プレイステーションなどが北米市場を支配することとなった。
アタリはゲーム機市場でVCSのような人気を得られないまま、アタリ・ジャガーを最後に1996年にゲーム機市場から撤退した。NESの成功以降、北米のゲーム市場は長らく日本製ゲーム機が席巻し、北米のゲーム機市場で人気を得る北米発のゲーム機は2001年のXboxを待たねばならない。
21世紀に入るとアタリショックの記憶は薄れ、「アタリショックは無かった」「ビデオゲームの墓場は都市伝説だ」などと考える者も現れている。そこで2014年4月、Xbox Entertainment Studiosの企画でビデオゲームの墓場が掘り返され、『E.T.』などのカートリッジが実際に発掘された。これに絡めてアタリ関係者にも改めて取材がなされ、ザック・ペン監督によって『Atari: Game Over』として映画化され、11月にXbox Liveで配信された。発掘された『E.T.』のうち一本はアタリショックの証人としてスミソニアン博物館群の国立アメリカ歴史博物館に収蔵されている。

## 世界的な影響

### ヨーロッパ

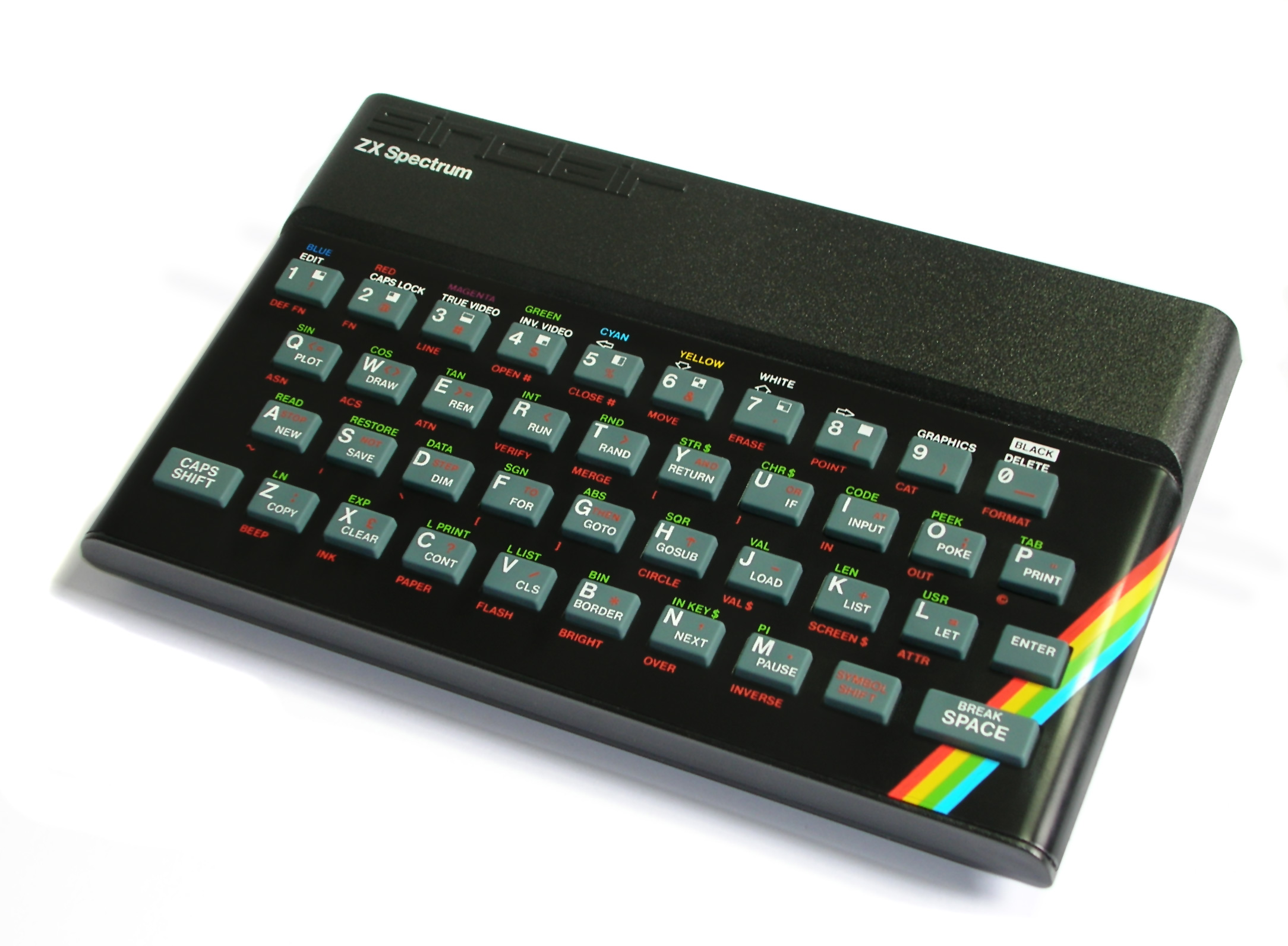
アタリショックと同時期に欧州で流行していたZX Spectrum（1982年）。1990年代初めまで人気が続いた。

欧州へのアタリショックの影響はほとんどなかった。Atari VCS市場の崩壊によって一時的に北米ゲーム市場の覇者となったアタリやコモドールのホビーパソコンは、北米ではNESが普及する1980年代後半から1990年にかけて急激に人気を減らしていったが、一方で北米ゲーム市場での成功を足掛かりに欧州で人気を博し、欧州で「ゲームパソコン」として1990年代中頃まで生きながらえることが出来たのが、ある意味で間接的な影響である。
1983年当時、VCSはアメリカからの輸入と言うこともあって高価なため、当時のヨーロッパではあまり普及していなかった。一方、欧州では1982年にイギリスでホビーパソコンのZX Spectrumが発売され、北米でアタリショックが起こった1983年の時点で、「ゲーム用ホビーパソコン」としてヨーロッパ中で爆発的な人気を得ていた。欧州ではNESの発売が1987年と遅く、しかもマーケティングが失敗したこともあり、1990年代初めまでホビーパソコンの時代が続くこととなった。
1990年代、時代遅れとなったはずのAtari 8ビットシリーズも、ZX Spectrumより高性能で16ビット機より安くてゲームが揃っていたため、東欧ではまだまだ人気だった。

### それ以外の地域

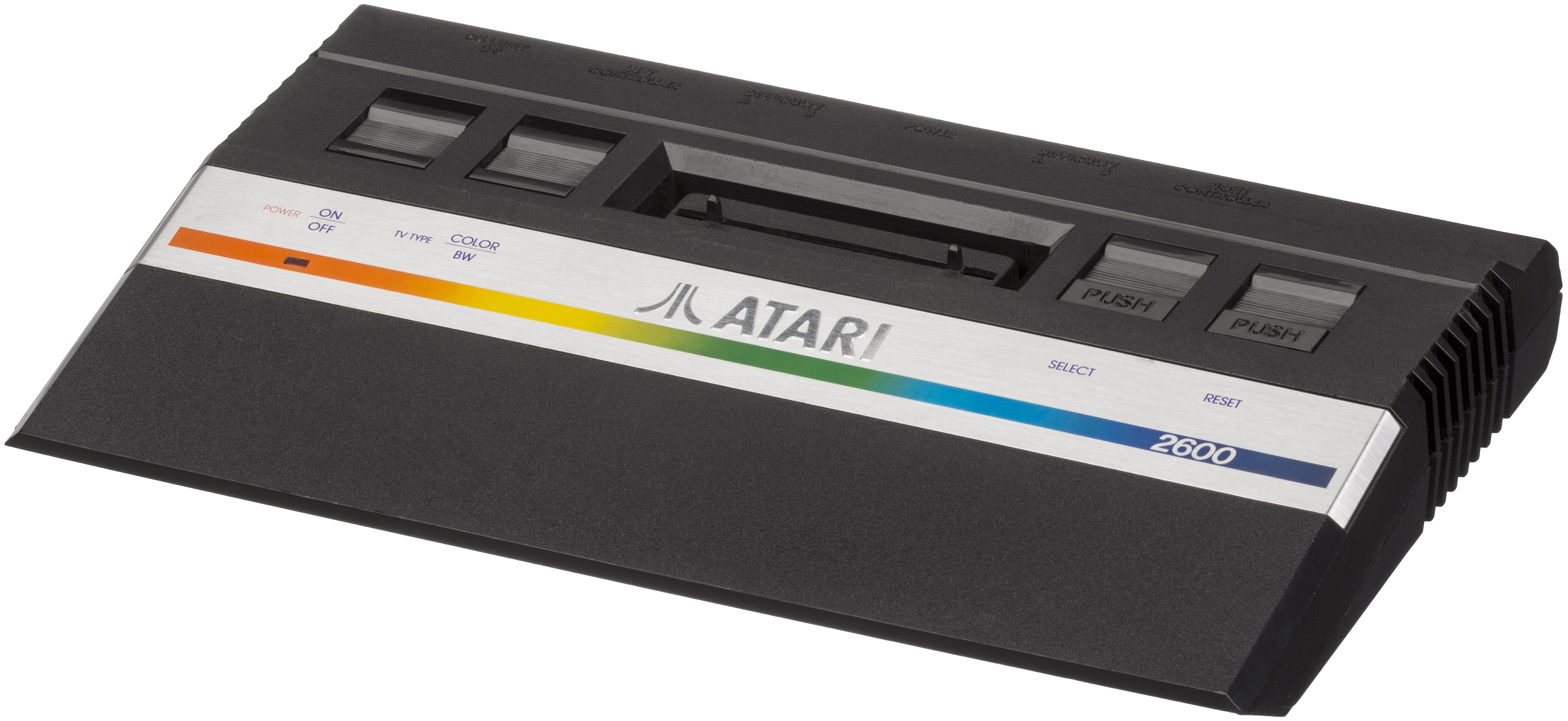
アタリショック後に発売されたAtari 2600Jr（1986年）。途上国などではこの頃よりVCSの普及期に入る。

それ以外の地域への影響もほとんどなかった。アタリショック後、1985年には北米の家庭用ゲーム機市場が底を打ち、1986年よりNESの普及が始まるが、一方1986年にはAtari VCSの廉価版（通称 Atari 2600 Jr.）が発売され、アジアや南米では逆にこの頃よりAtari VCSの普及期に入る。